# Wushu tại Đại hội Thể thao Đông Nam Á 2021
Wushu là một trong những môn thể thao được tranh tài tại Đại hội Thể thao Đông Nam Á 2021 ở Việt Nam. Môn Wushu tại kỳ SEA Games 31 diễn ra trọn vẹn trong 3 ngày thi đấu từ ngày 13 đến ngày 15 tháng 5.

## Nội dung thi đấu
Môn Wushu tại SEA Games 31 có tổng cộng 21 nội dung thi đấu: 13 nội dung Biểu diễn (Taolu) và 8 nội dung Đối kháng (Sanda).
Nội dung Biểu diễn dành cho nam gồm có: Nam quyền, Nam đao, Nam côn, Trường quyền, Đao thuật và Côn thuật, Thái cực quyền và Thái cực kiếm.
Nội dung biểu diễn dành cho nữ bao gồm: Trường quyền, Kiếm thuật, Thương thuật, Đao thuật và Côn thuật, Thái cực quyền và Thái cực kiếm.
Ở nội dung đối kháng, các nam võ sĩ sẽ tranh tài tại 4 hạng cân: 56kg, 60kg, 65kg và 70kg. Cũng ở nội dung này, các nữ võ sĩ sẽ tranh tài tại 4 hạng cân: 48kg, 52kg, 56kg và 60kg.

## Chương trình thi đấu
| Ngày  | Giờ         | Nội dung |
| ----- | ----------- | --- |
| 13/05 | 08h00 09h00 | - Cân vận động viên Panda - Thi đấu Biểu diễn các nội dung: Nam đao (nam), Kiếm thuật (nữ), Trường quyền (nam), Thái Cực quyền (nam), Côn thuật (nữ). - Trao thưởng |
| 13/05 | 15h00       | - Thi đấu tứ kết Đối kháng các hạng cân: + Nam: 56kg, 60kg, 65kg, 70kg + Nữ: 48kg, 52kg, 56kg, 60kg                                                                 |
| 14/05 | 09h00       | - Thi đấu Biểu diễn các nội dung: Nam quyền (nam), Thái Cực kiếm (nam), Thương thuật (nữ), Thái Cực quyền (nữ), Đao thuật (nữ), Đao thuật (nam). - Trao thưởng      |
| 14/05 | 15h00       | - Thi đấu bán kết Đối kháng các hạng cân: + Nam: 56kg, 60kg, 65kg, 70kg + Nữ: 48kg, 52kg, 56kg, 60kg                                                                |
| 15/05 | 09h00       | - Thi đấu Biểu diễn các nội dung: Trường quyền (nữ), Thái Cực kiếm (nữ), Nam côn (nam), Côn thuật (nam). - Trao thưởng                                              |
| 15/05 | 15h00       | - Thi đấu chung kết Đối kháng các hạng cân: + Nam: 56kg, 60kg, 65kg, 70kg + Nữ: 48kg, 52kg, 56kg, 60kg                                                              |

## Bảng xếp hạng huy chương
| Hạng                | Đoàn                | Vàng | Bạc | Đồng | Tổng số |
| ------------------- | ------------------- | ---- | --- | ---- | ------- |
| 1                   | Việt Nam            | 10   | 3   | 7    | 20      |
| 2                   | Indonesia           | 3    | 9   | 3    | 15      |
| 3                   | Singapore           | 2    | 3   | 1    | 6       |
| 4                   | Philippines         | 2    | 2   | 5    | 9       |
| 5                   | Malaysia            | 2    | 1   | 2    | 5       |
| 6                   | Myanmar             | 1    | 2   | 2    | 5       |
| 7                   | Brunei              | 1    | 0   | 0    | 1       |
| 8                   | Thái Lan            | 0    | 1   | 2    | 3       |
| 9                   | Lào                 | 0    | 0   | 3    | 3       |
| 9                   | Campuchia           | 0    | 0   | 3    | 3       |
| Tổng số (10 đơn vị) | Tổng số (10 đơn vị) | 21   | 21  | 28   | 70      |

## Danh sách huy chương

### Nam biểu diễn
| Nội dung               | Vàng                                 | Bạc                              | Đồng                             |
| ---------------------- | ------------------------------------ | -------------------------------- | -------------------------------- |
| Trường quyền           | Clement Ting Su Wei · Malaysia       | Jowen Lim · Singapore            | Seraf Naro Siregar · Indonesia   |
| Đao thuật và Côn thuật | Seraf Naro Siregar · Indonesia       | Jowen Lim · Singapore            | Wai Kin Yeap · Malaysia          |
| Nam quyền              | Mohammad Adi Salihin Roslan · Brunei | Harris Horatius · Indonesia      | Nông Văn Hữu · Việt Nam          |
| Nam côn                | Thein Than Oo · Myanmar              | Phạm Quốc Khánh · Việt Nam       | Harris Horatius · Indonesia      |
| Nam đao                | Phạm Quốc Khánh · Việt Nam           | Calvin Lee Wai Leong · Malaysia  | Nông Văn Hữu · Việt Nam          |
| Thái cực quyền         | Tan Zhi Yan · Malaysia               | Jones Llabres Inso · Philippines | Chan Jun Kai · Singapore         |
| Thái cực kiếm          | Chan Jun Kai · Singapore             | Nicholas · Indonesia             | Jones Llabres Inso · Philippines |

### Đối kháng nam
| Nội dung | Vàng                           | Bạc                                | Đồng                                       |
| -------- | ------------------------------ | ---------------------------------- | ------------------------------------------ |
| 56 kg    | Arnel Mandal Roa · Philippines | Laksmana Pandu Pratama · Indonesia | Sametrampekeo Mom · Campuchia              |
| 56 kg    | Arnel Mandal Roa · Philippines | Laksmana Pandu Pratama · Indonesia | Thongchai Huanak · Thái Lan                |
| 60 kg    | Bùi Trường Giang · Việt Nam    | Jumanta · Indonesia                | Muychantharith Mao · Campuchia             |
| 60 kg    | Bùi Trường Giang · Việt Nam    | Jumanta · Indonesia                | Gideon Fred Padua Wayan · Philippines      |
| 65 kg    | Trương Văn Chưởng · Việt Nam   | Charwat Khunphet · Thái Lan        | Kingphet Onephim · Lào                     |
| 65 kg    | Trương Văn Chưởng · Việt Nam   | Charwat Khunphet · Thái Lan        | Francisco Solis Alo · Philippines          |
| 70 kg    | Nguyễn Văn Tài · Việt Nam      | Puja Riyaya · Indonesia            | Myo Min Htet · Myanmar                     |
| 70 kg    | Nguyễn Văn Tài · Việt Nam      | Puja Riyaya · Indonesia            | Clement Tabugara Pabatang Jr · Philippines |

### Nữ biểu diễn
| Nội dung               | Vàng                              | Bạc                            | Đồng                              |
| ---------------------- | --------------------------------- | ------------------------------ | --------------------------------- |
| Trường quyền           | Hoàng Thị Phương Giang · Việt Nam | Nandhira Mauriskha · Indonesia | Dương Thúy Vi · Việt Nam          |
| Kiếm thuật             | Dương Thúy Vi · Việt Nam          | Nandhira Mauriskha · Indonesia | Đặng Tiểu Bình · Việt Nam         |
| Thương thuật           | Dương Thúy Vi · Việt Nam          | Sandi Oo · Myanmar             | Đặng Tiểu Bình · Việt Nam         |
| Đao thuật và Côn thuật | Li Ling Kimberly Ong · Singapore  | Zoe Ziyi Tan · Singapore       | Hoàng Thị Phương Giang · Việt Nam |
| Thái cực quyền         | Alisya Mellynar · Indonesia       | Agatha Wong · Philippines      | Sy Xuan Sydney Chin · Malaysia    |
| Thái cực kiếm          | Agatha Wong · Philippines         | Trần Thị Minh Huyền · Việt Nam | Trần Thị Kiều Trang · Việt Nam    |

### Đối kháng nữ
| Nội dung | Vàng                           | Bạc                              | Đồng                               |
| -------- | ------------------------------ | -------------------------------- | ---------------------------------- |
| 48 kg    | Junita Malau · Indonesia       | Nguyễn Thị Chinh · Việt Nam      | Divine Wally Masadao · Philippines |
| 48 kg    | Junita Malau · Indonesia       | Nguyễn Thị Chinh · Việt Nam      | Jantakarn Manoban · Thái Lan       |
| 52 kg    | Ngô Thị Phương Nga · Việt Nam  | Rosalina Simanjuntak · Indonesia | Dany Phatt · Campuchia             |
| 52 kg    | Ngô Thị Phương Nga · Việt Nam  | Rosalina Simanjuntak · Indonesia | Cherry Than · Myanmar              |
| 56 kg    | Nguyễn Thị Thu Thủy · Việt Nam | Melisa Try Andani · Indonesia    | Minavanh Oupaxa · Lào              |
| 60 kg    | Nguyễn Thị Trang · Việt Nam    | Su Hlaing Win · Myanmar          | Thania Kusumaningtyas · Indonesia  |
| 60 kg    | Nguyễn Thị Trang · Việt Nam    | Su Hlaing Win · Myanmar          | Khammai Lathsavong · Lào           |

## Kết quả

### Nam Đối kháng
56 kg
|  | Bán kết                | Bán kết                | Bán kết |  |  | Chung kết              | Chung kết              | Chung kết |  |
|  |                        |                        |         |  |  |                        |                        |           |  |
|  | Thongchai Huanak       | Thongchai Huanak       | 1       |  |  |                        |                        |           |  |
|  | Arnel Mandal Roa       | Arnel Mandal Roa       | 2       |  |  | Arnel Mandal Roa       | Arnel Mandal Roa       | 2         |  |
|  | Sametrampekeo Mom      | Sametrampekeo Mom      | 0       |  |  | Laksmana Pandu Pratama | Laksmana Pandu Pratama | 0         |  |
|  | Laksmana Pandu Pratama | Laksmana Pandu Pratama | 1       |  |  |                        |                        |           |  |

60 kg
|  | Bán kết                 | Bán kết                 | Bán kết |  |  | Chung kết        | Chung kết        | Chung kết |  |
|  |                         |                         |         |  |  |                  |                  |           |  |
|  | Muychantharith Mao      | Muychantharith Mao      | 0       |  |  |                  |                  |           |  |
|  | Jumanta                 | Jumanta                 | 1       |  |  | Jumanta          | Jumanta          | 0         |  |
|  | Truong Giang Bui        | Truong Giang Bui        | 2       |  |  | Truong Giang Bui | Truong Giang Bui | 2         |  |
|  | Gideon Fred Padua Wayan | Gideon Fred Padua Wayan | 0       |  |  |                  |                  |           |  |

65 kg
|  | Bán kết             | Bán kết             | Bán kết |  |  | Chung kết         | Chung kết         | Chung kết |  |
|  |                     |                     |         |  |  |                   |                   |           |  |
|  | Kingphet Onephim    | Kingphet Onephim    | 0       |  |  |                   |                   |           |  |
|  | Charwat Khunphet    | Charwat Khunphet    | 2       |  |  | Charwat Khunphet  | Charwat Khunphet  | 0         |  |
|  | Francisco Solis Alo | Francisco Solis Alo | 0       |  |  | Van Chuong Truong | Van Chuong Truong | 2         |  |
|  | Van Chuong Truong   | Van Chuong Truong   | 2       |  |  |                   |                   |           |  |

70 kg
|  | Bán kết                      | Bán kết                      | Bán kết |  |  | Chung kết      | Chung kết      | Chung kết |  |
|  |                              |                              |         |  |  |                |                |           |  |
|  | Myo Min Htet                 | Myo Min Htet                 | 0       |  |  |                |                |           |  |
|  | Puja Riyaya                  | Puja Riyaya                  | 2       |  |  | Puja Riyaya    | Puja Riyaya    | 0         |  |
|  | Clement Tabugara Pabatang Jr | Clement Tabugara Pabatang Jr | 0       |  |  | Van Tai Nguyen | Van Tai Nguyen | 2         |  |
|  | Van Tai Nguyen               | Van Tai Nguyen               | 1       |  |  |                |                |           |  |

### Nữ Đối kháng
48 kg
|  | Bán kết              | Bán kết              | Bán kết |  |  | Chung kết        | Chung kết        | Chung kết |  |
|  |                      |                      |         |  |  |                  |                  |           |  |
|  | Thi Chinh Nguyen     | Thi Chinh Nguyen     | 2       |  |  |                  |                  |           |  |
|  | Divine Wally Masadao | Divine Wally Masadao | 1       |  |  | Thi Chinh Nguyen | Thi Chinh Nguyen |           |  |
|  | Junita Malau         | Junita Malau         | 2       |  |  | Junita Malau     | Junita Malau     |           |  |
|  | Jantakarn Manoban    | Jantakarn Manoban    | 0       |  |  |                  |                  |           |  |

52 kg
|  | Bán kết              | Bán kết              | Bán kết |  |  | Chung kết            | Chung kết            | Chung kết |  |
|  |                      |                      |         |  |  |                      |                      |           |  |
|  | Dany Phatt           | Dany Phatt           | 0       |  |  |                      |                      |           |  |
|  | Rosalina Simanjuntak | Rosalina Simanjuntak | 2       |  |  | Rosalina Simanjuntak | Rosalina Simanjuntak | 0         |  |
|  | Thi Phuong Nga Ngo   | Thi Phuong Nga Ngo   | 2       |  |  | Thi Phuong Nga Ngo   | Thi Phuong Nga Ngo   | 2         |  |
|  | Cherry Than          | Cherry Than          | 0       |  |  |                      |                      |           |  |

56 kg
|  | Bán kết             | Bán kết             | Bán kết |  |  | Chung kết           | Chung kết           | Chung kết |  |
|  |                     |                     |         |  |  |                     |                     |           |  |
|  | Melisa Try Andani   |                     |         |  |  |                     |                     |           |  |
|  | Minavanh Oupaxa     | Minavanh Oupaxa     |         |  |  | Melisa Try Andani   | Melisa Try Andani   | 0         |  |
|  | Thi Thu Thuy Nguyen | Thi Thu Thuy Nguyen |         |  |  | Thi Thu Thuy Nguyen | Thi Thu Thuy Nguyen | 2         |  |
|  | Bye                 |                     |         |  |  |                     |                     |           |  |

60 kg
|  | Bán kết               | Bán kết               | Bán kết |  |  | Chung kết        | Chung kết        | Chung kết |  |
|  |                       |                       |         |  |  |                  |                  |           |  |
|  | Thi Trang Nguyen      | Thi Trang Nguyen      | 2       |  |  |                  |                  |           |  |
|  | Thania Kusumaningtyas | Thania Kusumaningtyas | 0       |  |  | Thi Trang Nguyen | Thi Trang Nguyen | 2         |  |
|  | Khammai Lathsavong    | Khammai Lathsavong    | 0       |  |  | Su Hlaing Win    | Su Hlaing Win    | 1         |  |
|  | Su Hlaing Win         | Su Hlaing Win         | 2       |  |  |                  |                  |           |  |